# Rhipidomys modicus
Rhipidomys modicus es una especie sudamericana de roedor de la familia Cricetidae. Es endémico de las laderas orientales de los Andes en el centro de Perú, donde se encuentra a altitudes de 700 a 1.800 metros. La especie es nocturna y arbórea, y vive en el bosque montano bajo y el bosque nuboso. Está amenazado por la tala de bosques para la agricultura y el cultivo de coca, pero está incluida en la lista de "especies menos preocupantes" de la Unión Internacional para la Conservación de la Naturaleza. 

## Descripción
Este ratón alcanza una longitud de cabeza y cuerpo de entre 130 y 165 mm, con una cola relativamente larga de alrededor del 135% de la longitud de la cabeza y el cuerpo. El pelaje es grueso y bastante corto. El color general es amarillento a marrón rojizo (con pelos con bandas). Las partes inferiores son blanquecinas, los pelos tienen la base gris, que va del claro al oscuro, y a veces hay una mancha naranja en el centro del pecho. La cola es de color marrón medio a oscuro, escasamente cubierta de pelo, y termina en un mechón de pelo moderadamente largo. Los pies traseros son anchos y sus superficies superiores tienen grandes manchas oscuras que a veces se extienden a los dedos.

## Estado
Esta especie es generalmente poco común y es poco conocida. Su hábitat primario es el bosque virgen y no se sabe si puede adaptarse al bosque secundario, aunque se descubrió un individuo en un antiguo cobertizo. Es probable que la tendencia de la población sea descendente, ya que el bosque dentro de su área de distribución está siendo talado para uso agrícola y para la producción de cultivos ilegales (coca), pero su distribución es amplia y la Unión Internacional para la Conservación de la Naturaleza ha calificado su estado de conservación como de "menor preocupación". Hay varias zonas protegidas dentro de su área de distribución general, pero no se sabe si está presente en alguna de ellas.